# Empedomorpha
Empedomorpha är ett släkte av tvåvingar. Empedomorpha ingår i familjen småharkrankar.
Kladogram enligt Catalogue of Life:
| Empedomorpha | \| \| Empedomorpha apacheana \| \| \| \| \| \| Empedomorpha empedoides \| \| \| \| |
|              | \| \| Empedomorpha apacheana \| \| \| \| \| \| Empedomorpha empedoides \| \| \| \| |
|              | Empedomorpha apacheana                                                             |
|              |                                                                                    |
|              | Empedomorpha empedoides                                                            |
|              |                                                                                    |